# Hedley Bull
Pour les articles homonymes, voir Bull.
Hedley Bull (10 juin 1932 - 18 mai 1985) est un professeur de relations internationales de l'université nationale australienne, de la London School of Economics et de l'université d'Oxford.
The Anarchical Society (1977) est son travail principal : il est largement considéré comme un manuel dans le domaine des Relations internationales et est aussi considéré comme un texte clef de l'école anglaise en relations internationales. Dans ce livre, il défend le fait que, malgré son caractère anarchique, la scène internationale est caractérisée par la formation d'une société d'États, et non seulement de systèmes d'États.
Les États forment un système quand ils ont un degré suffisant d'interaction, afin qu'ils "se comportent - dans une certaine mesure - comme les parties d'un tout." 
Un système d'États peut exister sans que cela soit une société d'États. Une société d'États se crée "quand un groupe d'États, conscients de certains intérêts et valeurs communs, forment une société dans le sens où ils conçoivent eux-mêmes être liés par un ensemble commun de règles dans leurs relations avec les autres, et partagent le fonctionnement d'institutions communes."
Ceci n'est qu'une petite partie de la thèse de Bull. Il traite également de la notion d'ordre, des mécanismes de l'équilibre des puissances, du droit international, de la diplomatie, de la guerre et du rôle central des grandes puissances. Il conclut que, malgré l'existence d'autres formes d'organisation, le système d'États est la meilleure chance d'atteindre l'ordre dans la politique mondiale.
En 1976, il écrit le premier article d'International Security intitulé « Arms Control and World Order ».

## Travaux
- The control of the arms race: Disarmament and arms control in the missile age
- Strategic studies and its critics (1967)
- Justice in international relations (1984. (1983-84 Hagey lectures)
- The Anarchical Society: A Study of Order in World Politics 3e édition avec préface Stanley Hoffmann et Andrew Hurrell.
- Intervention in World Politics (1984)
- The Challenge of the Third Reich (1986) (The Adam von Trott Memorial Lectures)